# Aeroportul Tambor
Aeroportul Tambor (IATA: TMU, ICAO: MRTR) este un aeroport din Provincia de Puntarenas⁠(d), Costa Rica. Aeroportul a fost tranzitat în 2015 de 38.699 de pasageri.
Situat la o altitudine de 8 m, aeroportul dispune de o singură pistă.